# Domício Modesto

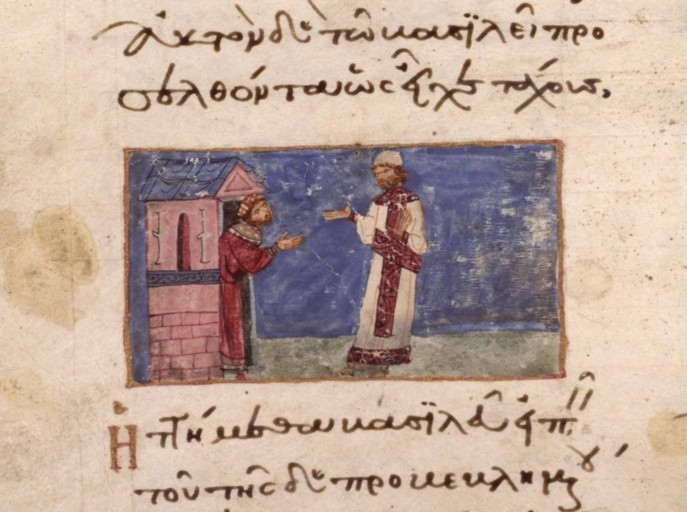
Miniatura de um manuscrito bizantino do século XI/XII chamado Orações de Gregório de Nazianzo, representando Domício Modesto mostrando ao imperador Valente a resposta do bispo Basílio de Cesareia.

Domício Modesto (em latim: Domitius Modestus; fl. 358-377) foi um oficial romano que ao longo de sua carreira ocupou os cargos de conde do Oriente (358-363), prefeito urbano de Constantinopla (362-363), prefeito pretoriano do Oriente (370-377) e cônsul (372). Por ter sido um oficial sob o comando de vários imperadores, Domício por conveniência versou religiosamente aos interesses de seus governantes, ou seja, sob Constâncio II e Valente professou o cristianismo, enquanto sob Juliano, o Apóstata o paganismo.
De origem árabe, Modesto foi como oficial muito influente no Oriente, principalmente durante o reinado do imperador Valente. Sob Valente, Modesto conseguiu reduzir a esmagadora carga tributária imperial, convenceu o imperador a não atuar pessoalmente em casos legais e assumiu, por ordem do imperador, a presidência dos julgamentos de traidores. Durante este período, Modesto realizou uma perseguição feroz aos cristãos ortodoxos.